# Vairamkōde Bhagavati

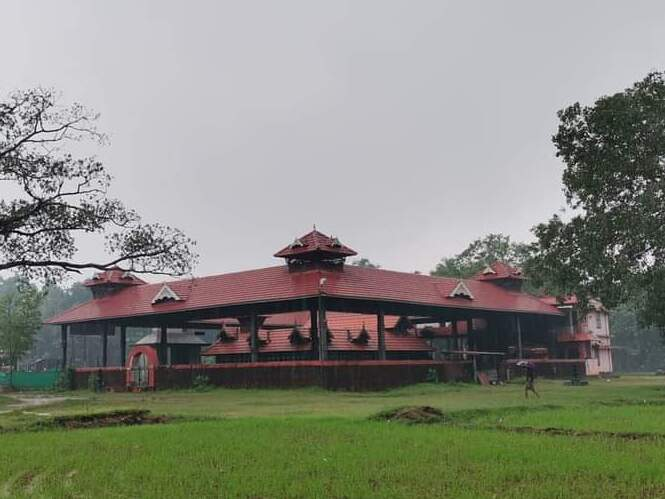
Tempel Vairamkōde Bhagavati

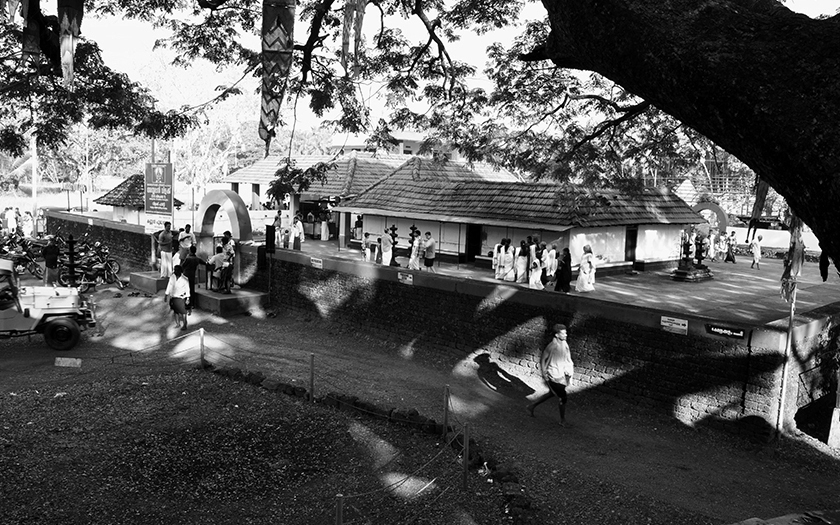
Tempel Vairamkōde Bhagavati

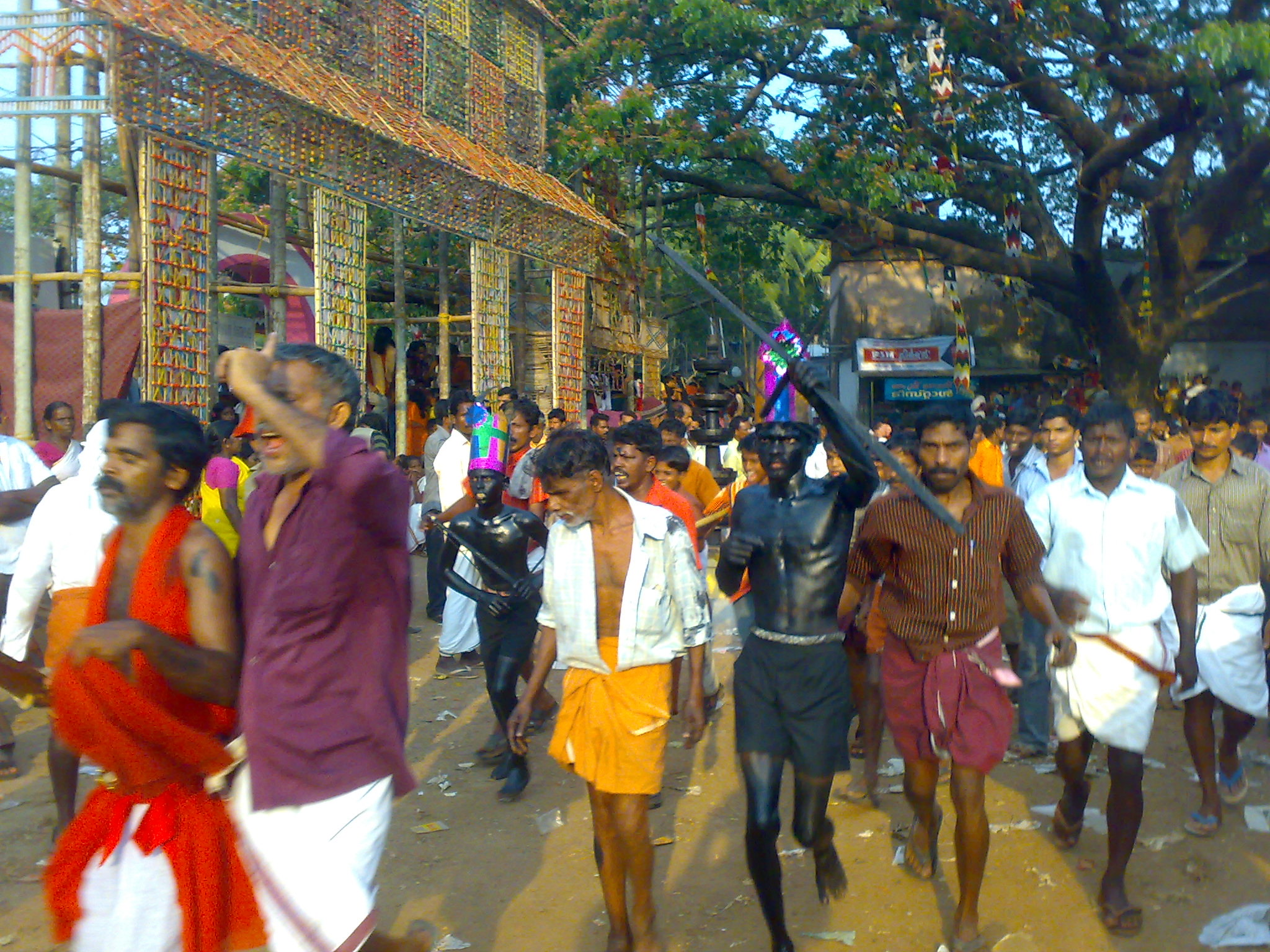
Kātāla vēsa

Der Tempel Vairamkōde Bhagavati (Malayalam വൈരാങ്കോട് ഭഗവതി ക്ഷേത്രം), auch Vairamkōde Amma genannt, ist einer der ältesten und ein historisch bedeutsamer Bhagavati-Tempel in Kerala. Er steht in Vairamkōde, einem kleinen Dorf in Thirunavaya grama panchayath der Stadtgemeinde Tirur Taluk im Distrikt Malappuram, Kerala, Indien. Er ist der Göttin Bhadrakāḷi, einer Form der Göttin Kali, gewidmet und steht im Zentrum der religiösen und kulturellen Praktiken der lokalen Gemeinschaft.

## Gründung
Der Tempel Vairamkōde Bhagavati, ein Ort der spirituellen und kulturellen Landschaft Keralas, wurde vor etwa 1500 Jahren vom Stammesältesten des Āḻvāñcēri mana, dem Tambrākkaḷ, gegründet. 
„Āḻvāñcēri mana“ bezeichnet das Haus der Āḻvāñcēri, einer Nambudiri-Brahmanenfamilie von historisch gesehen großer Bedeutung im südlichen Malabar, Kerala. Ihre Mitglieder galten als spirituelle Führer unter den Nambudiri. Der Titel „Āḻvāñcēri Tambrākkaḷ“ gehörte dem ältesten männlichen Mitglied der Familie und wurde als Zeichen der Autorität und des hohen sozialen Status angesehen.
Die Gründung des Tempels ist eng mit der Verehrung der Göttin Bhadrakāḷi verbunden, die in der hinduistischen Mythologie als eine mächtige Form der Göttin Kali gilt. Die Legende besagt, dass die Göttin Bhadrakāḷi selbst den Ort für den Tempel auswählte, indem sie den Fluss Niḷā überquerte und in Vairamkōde erschien, wo sie vom Āḻvāñcēri Tambrākkaḷ, einem angesehenen Gelehrten und spirituellen Führer der Zeit, willkommen geheißen wurde. Die Errichtung des Tempels markierte einen Wendepunkt in der religiösen Praxis der Region, da er zu einem zentralen Ort der Anbetung und des spirituellen Lebens wurde. Über die Jahrhunderte hinweg hat der Tempel zahlreiche Erweiterungen und Renovierungen erfahren, um den wachsenden Bedürfnissen der Gemeinschaft gerecht zu werden und die heiligen Traditionen zu bewahren.
Zum Tempel Vairamkōde Bhagavati gehören die kleineren Tempel Rudirappan (dem Gott Shiva gewidmet) und Subrahmanya (dem Gott Subrahmanya gewidmet).

## Geschichte
Die Geschichte des Tempels Vairamkōde Bhagavati ist tief in den Traditionen und Legenden Keralas verwurzelt. Seit seiner Gründung hat der Tempel als spirituelles Zentrum gedient, das Generationen von Gläubigen angezogen hat. Die Verehrung der Göttin Bhadrakāḷi im Tempel spiegelt die tiefe spirituelle Verbundenheit der lokalen Gemeinschaft mit der Göttin wider. Im Laufe der Jahrhunderte hat der Tempel verschiedene historische Perioden durchlaufen, die von politischen Veränderungen bis hin zu sozialen Reformen reichen. Trotz dieser Herausforderungen hat der Tempel seine spirituelle Bedeutung und seinen kulturellen Einfluss bewahrt. Die Geschichte des Tempels ist auch eine Geschichte der Menschen, die ihn besuchen und pflegen, und ihrer unerschütterlichen Hingabe an die Göttin Bhadrakāḷi.

## Architektur
Die Architektur des Tempels Vairamkōde Bhagavati ist ein Beispiel für den traditionellen keralischen Tempelbau. Der Tempelkomplex ist gekennzeichnet durch seine einzigartige Konstruktion, die natürliche Materialien wie Holz und Stein verwendet und sich harmonisch in die umgebende Landschaft einfügt. Der Sreekovil (Sanctum sanctorum), wo die Göttin Bhadrakāḷi residiert, ist ein Meisterwerk der Handwerkskunst, mit komplizierten Schnitzereien, die Geschichten aus den heiligen Schriften darstellen. Der Gopuram (Torturm) des Tempels, ein ikonisches Merkmal der keralischen Tempelarchitektur, begrüßt die Besucher mit seiner majestätischen Präsenz. Der Tempelkomplex umfasst auch mehrere kleinere Schreine, Versammlungshallen und Teiche, die für rituelle Zwecke genutzt werden. Die Architektur des Tempels spiegelt nicht nur die ästhetischen Werte der Region wider, sondern dient auch dazu, die spirituelle Atmosphäre zu verstärken und den Gläubigen eine heilige Erfahrung zu bieten.

## Religion und Gottheiten
Im Zentrum der religiösen Praxis im Tempel Vairamkōde Bhagavati steht die Verehrung der Göttin Bhadrakāḷi. Die Göttin wird als eine mächtige Beschützerin angesehen, die das Böse bekämpft und ihre Anhänger segnet. Die rituellen Praktiken und Zeremonien im Tempel sind darauf ausgerichtet, die göttliche Energie der Göttin zu ehren und zu kanalisieren. Diese Rituale umfassen tägliche Pujas (Gebete), spezielle Anbetungen während der Festivalsaison und individuelle Opfergaben der Gläubigen. Die Verehrung der Göttin Bhadrakāḷi im Tempel Vairamkōde Bhagavati ist tief in den Glaubenssystemen und der spirituellen Praxis der lokalen Gemeinschaft verwurzelt und spiegelt die reiche religiöse Tradition Keralas wider.

## Kultur

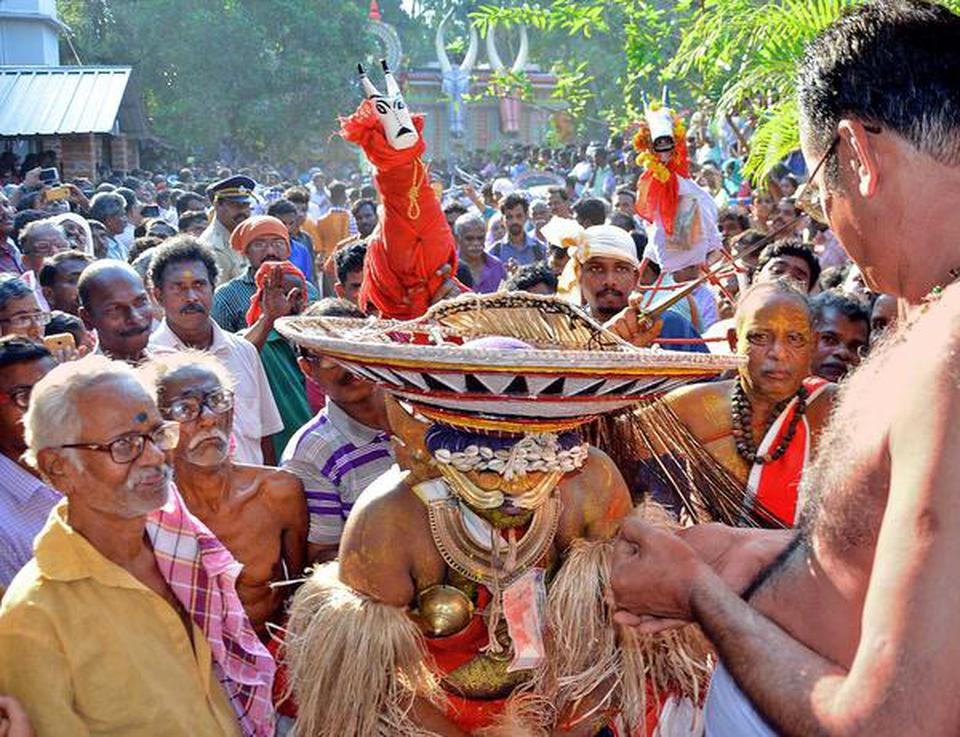
Tambrākkaḷ

Die Kultur, die den Tempel Vairamkōde Bhagavati umgibt, ist reich und vielfältig, geprägt von Jahrhunderten der Tradition und des Glaubens. Der Tempel ist ein lebendiges Zentrum für die Aufführung traditioneller Kunstformen wie Kathakali, Teyyam und Thira, die während der Festivalsaison und zu besonderen Anlässen präsentiert werden. Diese künstlerischen Darbietungen sind nicht nur Unterhaltung, sondern auch eine Form der Anbetung und ein Mittel, um die Geschichten und Lehren der Göttin Bhadrakāḷi zu vermitteln. Die kulturellen Aktivitäten im Tempel fördern das kulturelle Erbe Keralas und bieten eine Plattform für Künstler, um ihr Handwerk zu pflegen und weiterzugeben.

### Tempelfest Vairamkōde vēla

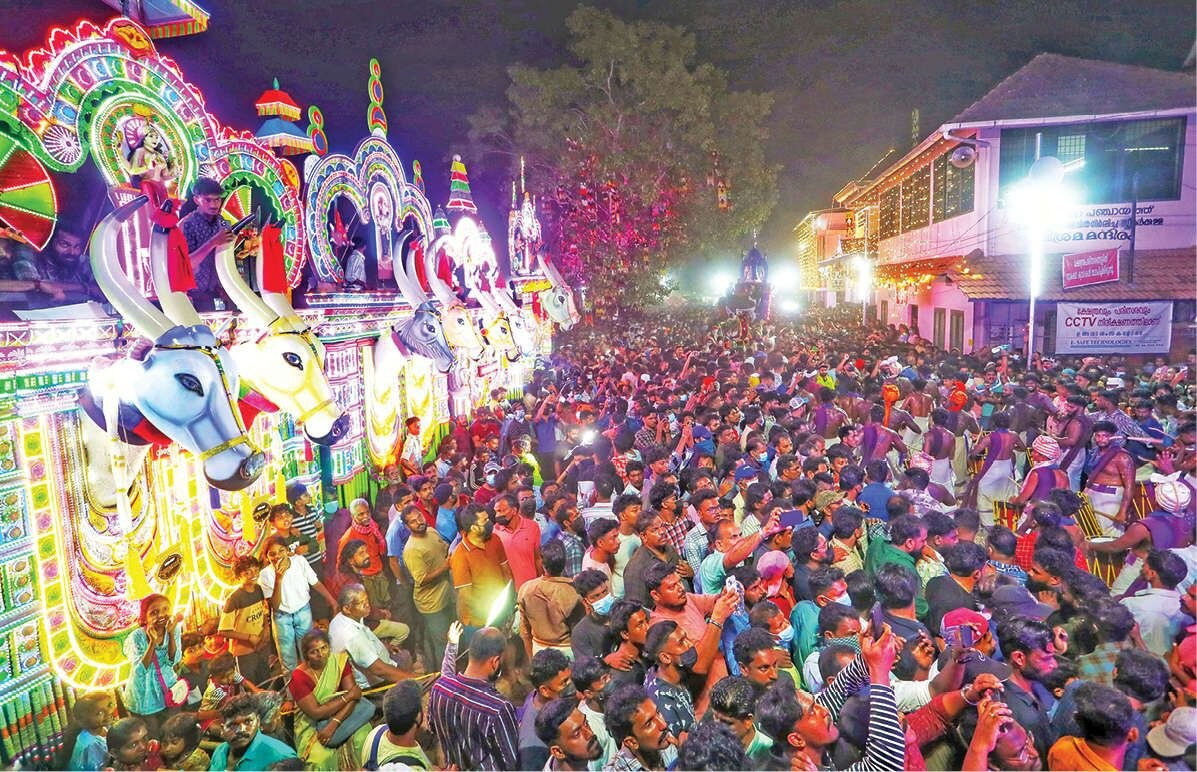
Tempelfest Vairamkōde vēla

Das Tempelfest Vairamkōde vēla (Malayalam വൈരങ്കോട് വേല), auch Vairamkōde Theeyattu genannt, ist ein jährliches Ereignis, das die kulturelle und spirituelle Essenz des Tempels Vairamkōde Bhagavati verkörpert. Dieses Festival zieht Tausende von Gläubigen und Besuchern aus der ganzen Region an und ist bekannt für seine farbenfrohen Prozessionen, lebendigen Darbietungen traditioneller Kunstformen und rituellen Praktiken. Die Feierlichkeiten dauern sechs Tage ab dem ersten Sonntag des Monats Kumbham (Februar) und beginnen mit dem Maram muri, dem Fällen und Teilen eines Jackfruchtbaums in 101 Stücke für die spektakuläre Feuerlaufzeremonie (Kanalattam), die als Zeichen der Hingabe und Reinigung gilt.
Anders als bei Festen benachbarter Tempel sind beim Vairamkōde vēla Elefantenprozessionen nicht erlaubt und Aufführungen und ekstatische Tänze nicht auf bestimmte Familienlinien oder Kasten beschränkt. Ein besonderes Ritual ist das Verkleiden und Maskieren als Jäger (Kātāĺa) in den verschiedensten Formen und Farben sowie die Körperbemalung mit Rußöl (Kātāĺa vēsa). Die Kātāĺa werden stets von einem Trommler und zwei Helfern begleitet. Im indischen Kontext der Indigenität ist das Ritual Kātāla vēsa, das intrinsisch mit dem Jägermythos verknüpft ist, weitgehend mit dem Zorn der Natur verbunden, und dem unverzichtbaren Karma, aufgrund dessen der Stamm notwendigerweise eine religiöse Kehrtwende vollziehen muss.
Mit dem Kātāla vēsa wurden früher während des Festivals die ökologische Nachhaltigkeit und die gegenseitigen Abhängigkeit der Gemeinschaft symbolisiert, die ein ganzheitliches Leben fördern soll. Durch seine sehr dynamische und anpassungsfähige Natur wird das indigene Ritual in letzter Zeit immer mehr durch dominierende Trends der Moderne gegenteilig beeinflusst. Es zeigt sich immer mehr, dass, obwohl die Zahl der rituellen Ausübenden nicht abnimmt, sie sich kaum der kulturellen Bedeutung bewusst sind, die das Ritual Kātāla vēsa einst hatte. Wenn die Heiligkeit des Rituals noch aufrechterhalten wird, dann nur aufgrund der Furcht vor der übernatürlichen Macht der Götter. Es ist streng genommen nicht mehr auf das Bedürfnis der gemeinschaftlichen Abhängigkeit von einer besseren ökologischen Nachhaltigkeit ausgerichtet.
Das Vairamkōde vēla ist nicht nur ein religiöses Fest, sondern auch eine Zeit der Gemeinschaft und des kulturellen Austauschs, in der Menschen aller Altersgruppen und Hintergründe zusammenkommen, um die Göttin Bhadrakāḷi zu ehren und die kulturelle Vielfalt Keralas zu feiern.

### Weitere Veranstaltungen
Neben dem jährlichen Vairamkōde vēla wird am Tempel Vairamkōde Bhagavati eine Vielzahl von Veranstaltungen und Rituale abgehalten, die das spirituelle Leben der Gemeinschaft bereichern. Diese Veranstaltungen umfassen spezielle Pujas, Fasten, Meditationssitzungen und Bildungsprogramme, die darauf abzielen, das Verständnis der spirituellen Praktiken zu vertiefen und die Bindung zwischen den Gläubigen und der Göttin Bhadrakāḷi zu stärken. Der Tempel dient auch als Ort für soziale und kulturelle Zusammenkünfte, um zu lernen, zu feiern und spirituellen Erfahrungen zu teilen.

## Bedeutung
Der Tempel Vairamkōde Bhagavati ist mehr als nur ein Ort der Anbetung. Er ist auch ein Symbol der kulturellen Identität und des spirituellen Erbes Keralas. Die Bedeutung des Tempels erstreckt sich über die religiösen Grenzen hinaus und berührt die Herzen der Menschen durch seine reiche Geschichte, seine beeindruckende Architektur und seine lebendigen kulturellen Traditionen. Der Tempel dient als Zentrum der spirituellen Erleuchtung, der kulturellen Bewahrung und der sozialen Harmonie, das die Werte der Gemeinschaft widerspiegelt und fördert. Die fortwährende Verehrung der Göttin Bhadrakāḷi im Tempel Vairamkōde Bhagavati ist ein lebendiges Zeugnis der tiefen spirituellen Verbindung zwischen den Menschen und dem Göttlichen.